# Alexander von Levetzow
Alexander Carl Ludwig Wilhelm Theodosius von Levetzow (* 27. Dezember 1786 in Hohenwulsch; † 29. Januar 1861 in Kläden) war ein preußischer Domherr, Offizier und Gutsbesitzer.

## Leben
Alexander von Levetzow entstammte dem märkischen Zweig der mecklenburgischen Adelsfamilie von Levetzow. Er war das dritte Kind und der zweite Sohn von Friedrich von Levetzow († 1801) und dessen Ehefrau Sophie Helene Philippine, geborene von Jeetze († 1817). Sein ältester Bruder Friedrich Carl Ludwig (* 1782), der zweite Ehemann von Ulrike von Levetzows Mutter Amalie von Levetzow, fiel in der Schlacht bei Waterloo.
Schon in jungen Jahren erhielt Alexander von Levetzow je eine Präbende in den Domkapiteln Magdeburg und Halberstadt. Er behielt die Einkünfte und Privilegien als Domherr auch über deren Säkularisation 1810 hinaus bis an sein Lebensende.
1802 trat er als Kornett in die Preußische Armee ein, diente zunächst im Kürassierregiment „von Borstell“ und avancierte 1804 zum Sekondeleutnant. Während der Befreiungskriege 1813 gehörte er zu den ersten Offizieren des aus Freiwilligen gebildeten preußischen Elb-National-Husaren-Regiments, aus dem später das 10. Husaren-Regiment hervorging. Als Rittmeister befehligte er die 3. Eskadron. Am 12. Januar 1815 nahm er seinen Abschied.

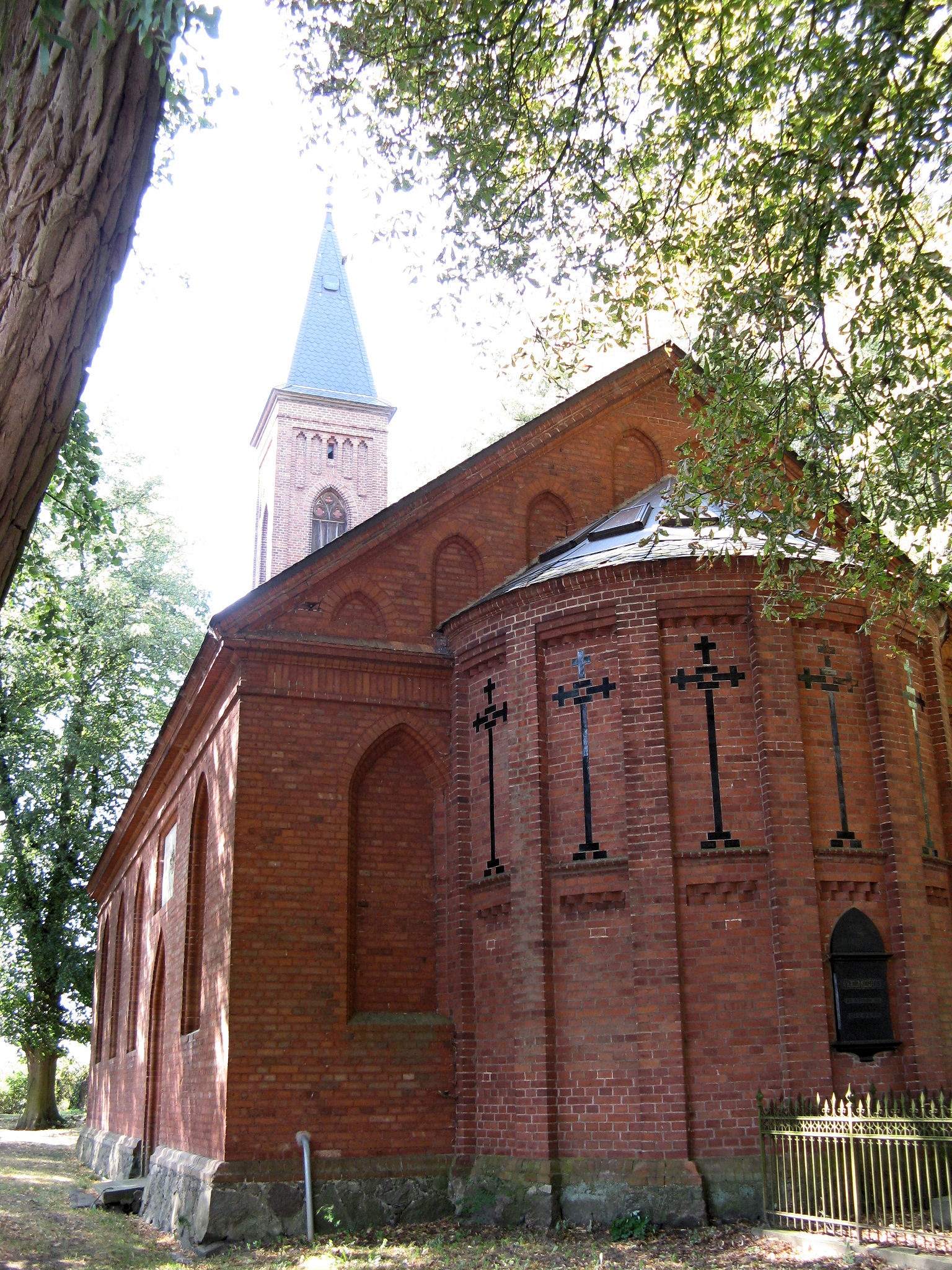
Kirche Groß Markow

Er erbte Kläden mit Darnewitz und Grünenwulsch. 1823 erbaute er eine Kapelle in Darnewitz. Nach dem Tod seines jüngeren Bruders Ludwig (1792–1839) erbte er auch Groß Markow in Mecklenburg. Auch hier ließ er 1840 eine stattliche Gutskapelle, die Kirche Groß Markow errichten.
Verheiratet war er mit Bertha von Chambaud-Charrier (1797–1866) aus Dessau. 
Levetzow war in der Altmark als erzkonservativer Gutsherr bekannt. Der Demokrat Jodocus Temme schrieb ihn in seinen Erinnerungen, Levetzow sei der „stolzeste und frömmste und reichste und angesehenste altmärkische adelige Herr“ gewesen, das „Leben auf Schloß Kläden soll übrigens das steifte, ceremoniellste und frommste gewesen sein.“
Er kaufte die Großsteingräber Kläden und Bülitz, um sie vor der Zerstörung zu bewahren, und machte sie zu unveräußerlichen Bestandteilen des Majorats Kläden.

## Erbfolge
Alexander von Levetzows Haupterben waren zwei Neffen, die beim Erbfall 1861 jeweils ihren Namen um -Levetzow erweiterten:
- Friedrich Carl Ludwig Georg von Rohr-Levetzow (1805–1876), Sohn seiner älteren Schwester Sophie aus ihrer Ehe mit Friedrich Carl Ludwig Georg von Rohr, erbte ein Geldfideikommiss
- Carl Graf von Bassewitz-Levetzow (* 16. Februar 1821; † 5. Mai 1873), Sohn seiner jüngeren Schwester Luise aus ihrer Ehe mit Adolph Christian Ulrich von Bassewitz, Vater von Carl von Bassewitz-Levetzow, erbte das Majorat Kläden.[5]

Der Mecklenburg-Schwerinsche Staatsminister Theodor Diederich von Levetzow (1801–1869) auf Lelkendorf, sein Cousin, erbte Groß Markow.

## Auszeichnungen
- Roter Adlerorden II. Klasse mit Eichenlaub (1857)
- Königlich Preußischer St. Johanniter-Orden (1814)[7]